# Años 1180
Los años 1180 o década del 1180 empezó el 1 de enero de 1180 y terminó el 31 de diciembre de 1189.

## Acontecimientos
- Lucio III sucede a Alejandro III como papa en el año 1181.
- Urbano III sucede a Lucio III como papa en el año 1185.
- Gregorio VIII sucede a Urbano III como papa en el año 1187.
- Clemente III sucede a Gregorio VIII como papa en el año 1187.
- Cortes de León de 1188